# Wulfram von Sens

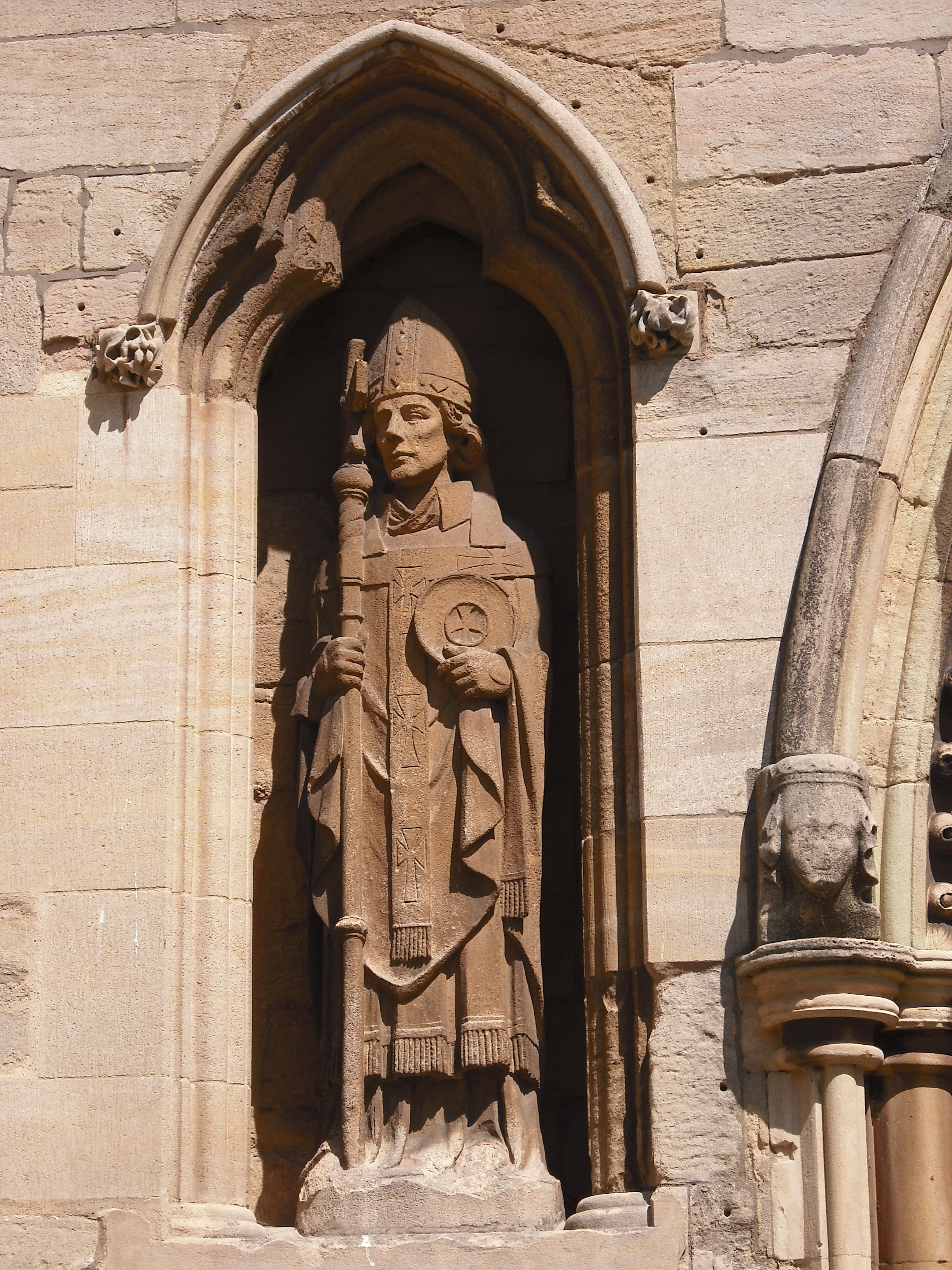
Wulfram von Sens

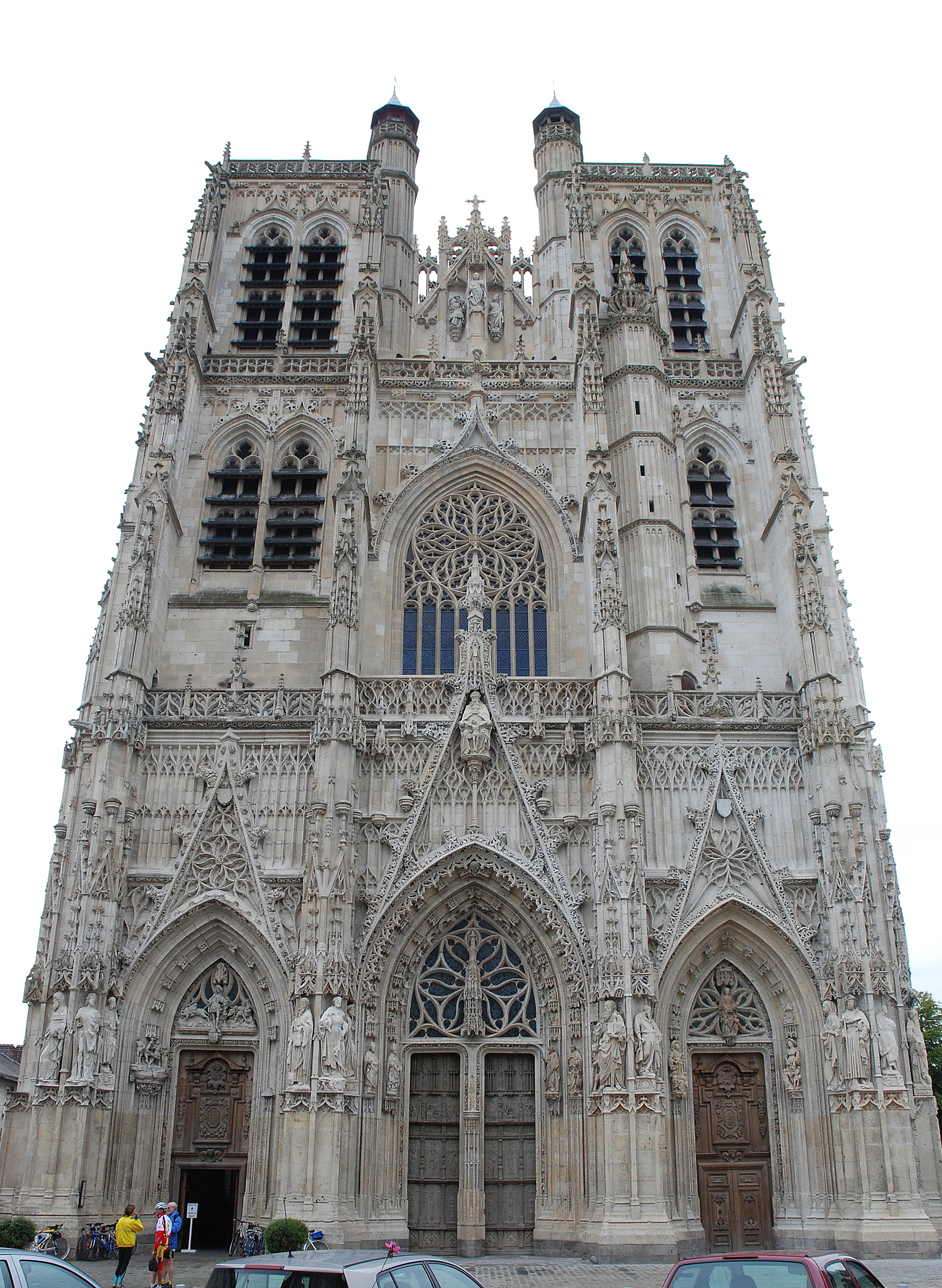
Ehem. Kollegiatkirche
St-Vulfran in Abbeville, Nordfrankreich

Wulfram von Sens (auch Wulfran oder Offran etc.; * 640 in Milly-la-Forêt; † um 720 oder 740 in der Abtei Saint-Wandrille bei Caudebec-en-Caux in der Normandie) ist ein Heiliger der katholischen Kirche. Sein Gedenktag ist der 20. März.

## Vita
Wulfram wurde als Sohn eines Offiziers in der Armee der Merowinger-Könige Dagobert I. und Chlodwig II. geboren. Er widmete sich der Missionierung der Friesen und wurde um das Jahr 693 zum Erzbischof von Sens ernannt. Bereits nach wenigen Jahren gab er das Bischofsamt ab und lebte bis zu seinem Tod als einfacher Mönch in der Abtei Saint-Wandrille, wo er auch starb.

## Verehrung
Um das Jahr 770 wurden seine Gebeine erhoben und um das Jahr 800 verfasste ein Mönch aus Saint-Wandrille seine Vita. Ihm sind in Nordfrankreich und England mehrere Kirchen geweiht, darunter die spätgotische Kollegiatkirche von Abbeville. Er ist der Stadtpatron von Abbeville.
In England tragen zwei Kirchen das Patrozinium des Heiligen – die St Wulfram’s Church in Grantham und die St Wulfran’s Church in Brighton and Hove.

## Darstellung
Mittelalterliche Darstellungen des Heiligen sind unbekannt; in neuzeitlichen Bildnissen wird er zumeist im Bischofsornat dargestellt.